# Veste Coburg
La Veste Coburg (Forteresse de Coburg) est l'une des forteresses médiévales les mieux conservées d'Allemagne. Elle est située sur une colline au-dessus de la ville de Cobourg, dans la région de Haute-Franconie en Bavière.

## Histoire

### Origine et Moyen-Âge

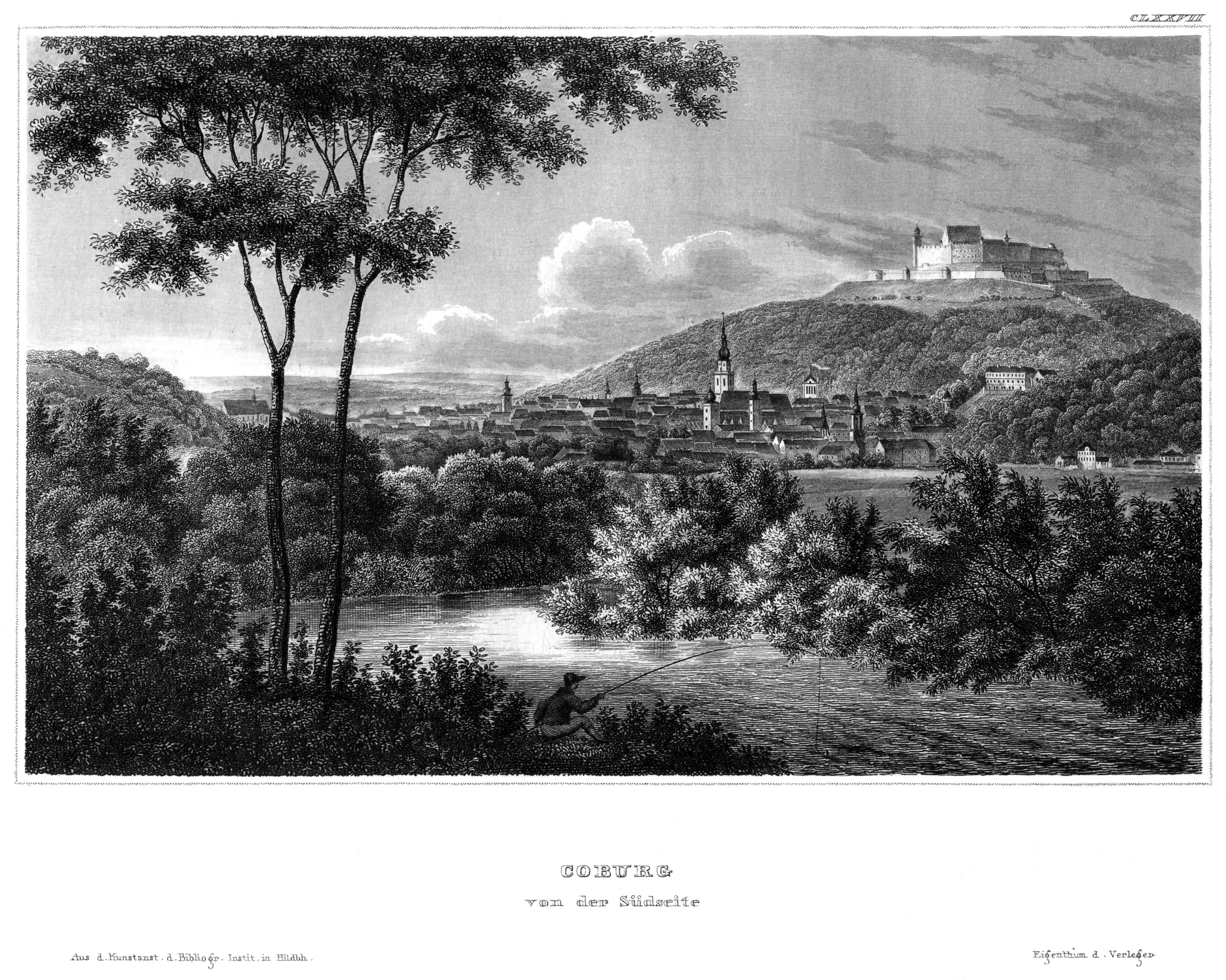
Ancien imprimé « Coburg vue du Sud »

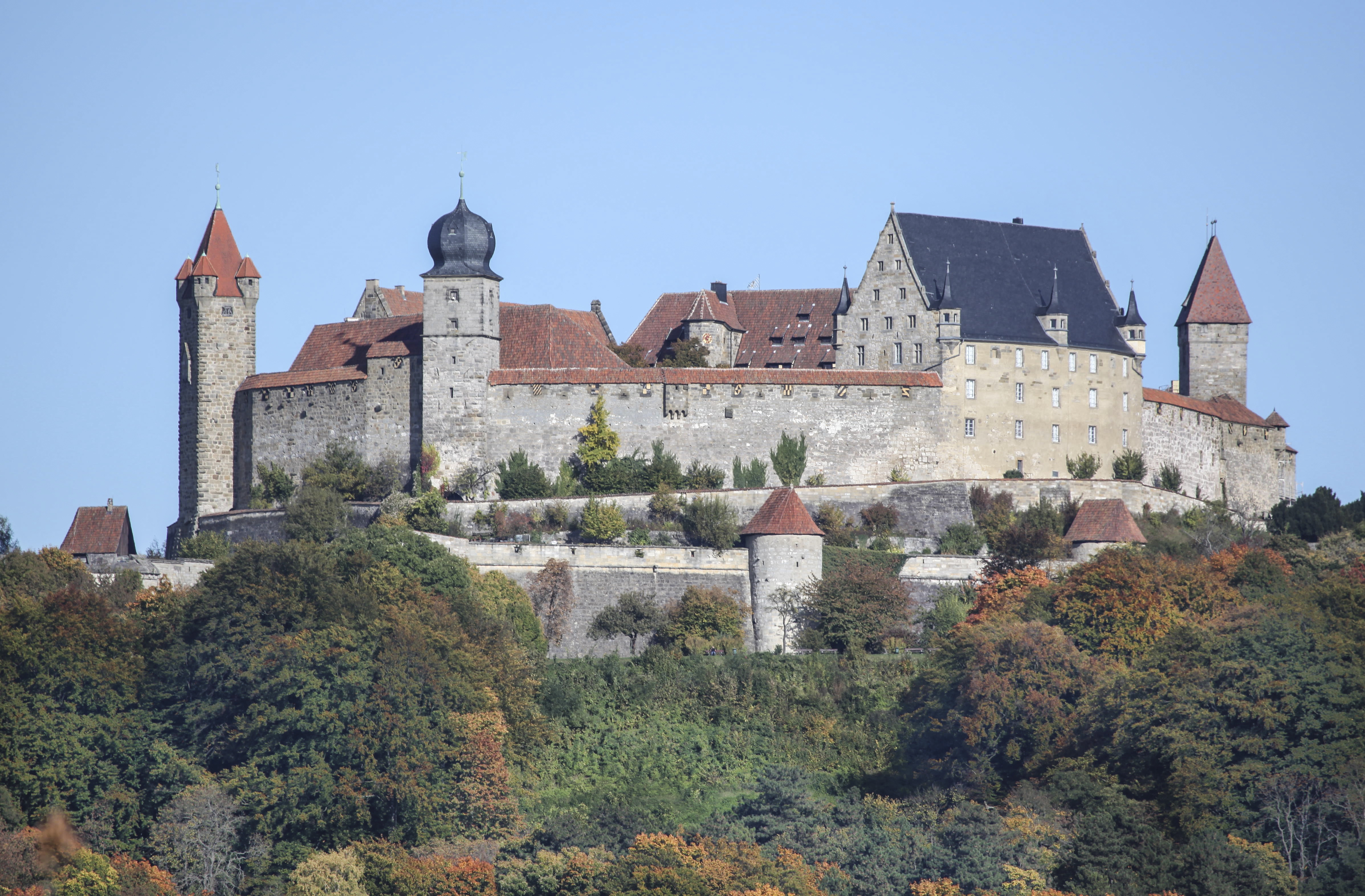
Vue de l'Ouest (2010)

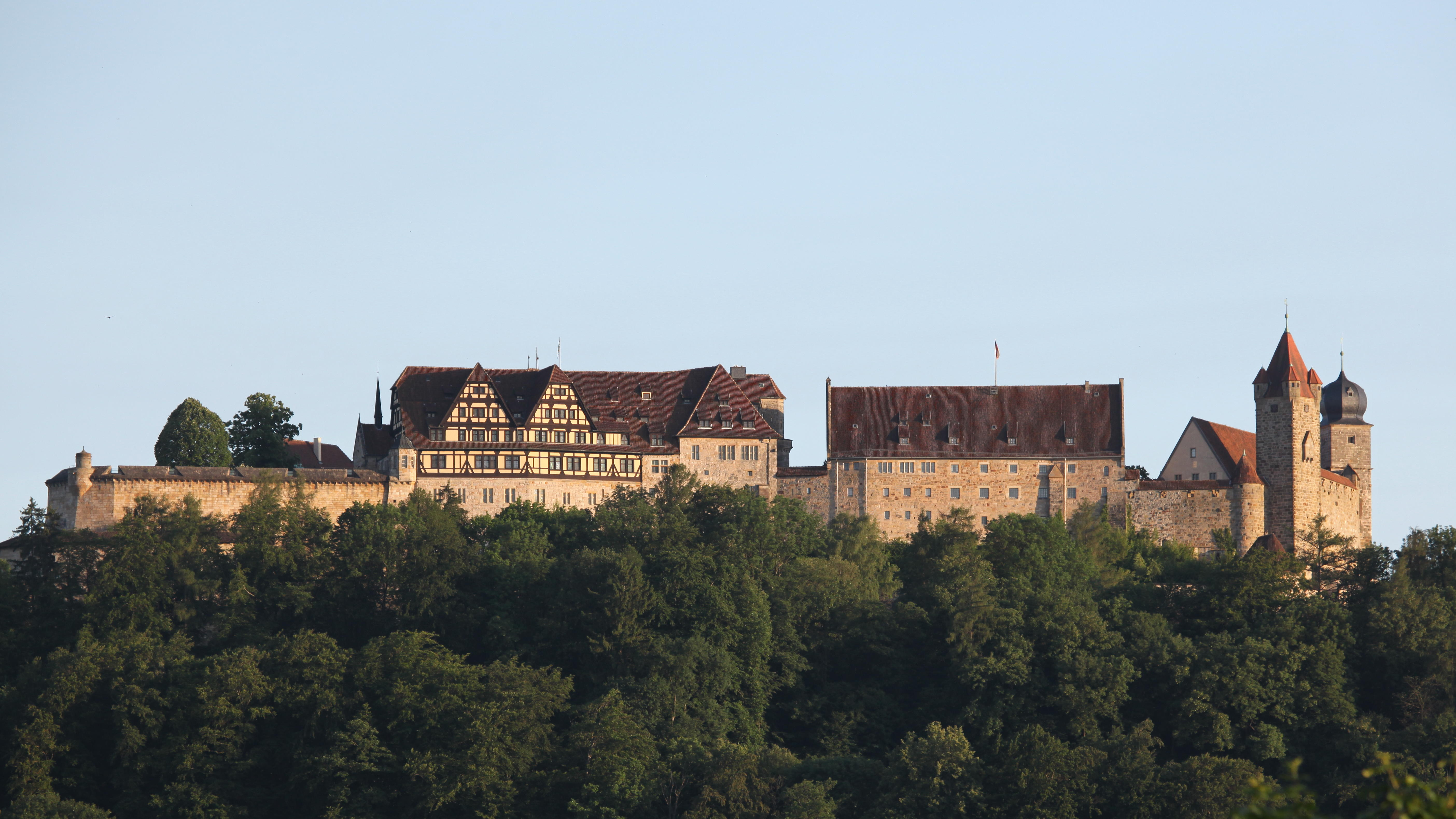
Vue du Nord (2013)

Développement de la Veste 1250-2007.

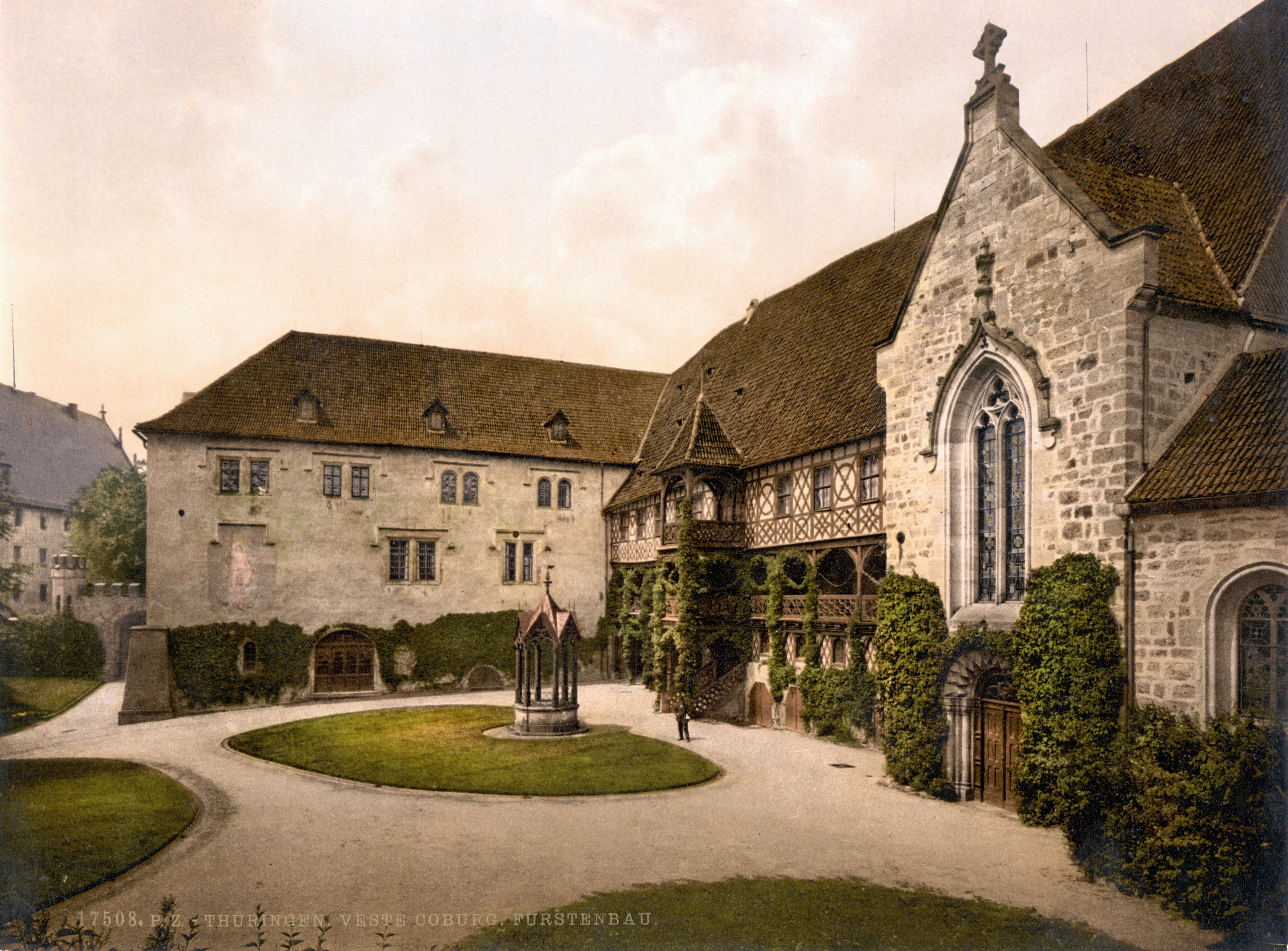
Édifice princier vers 1895.

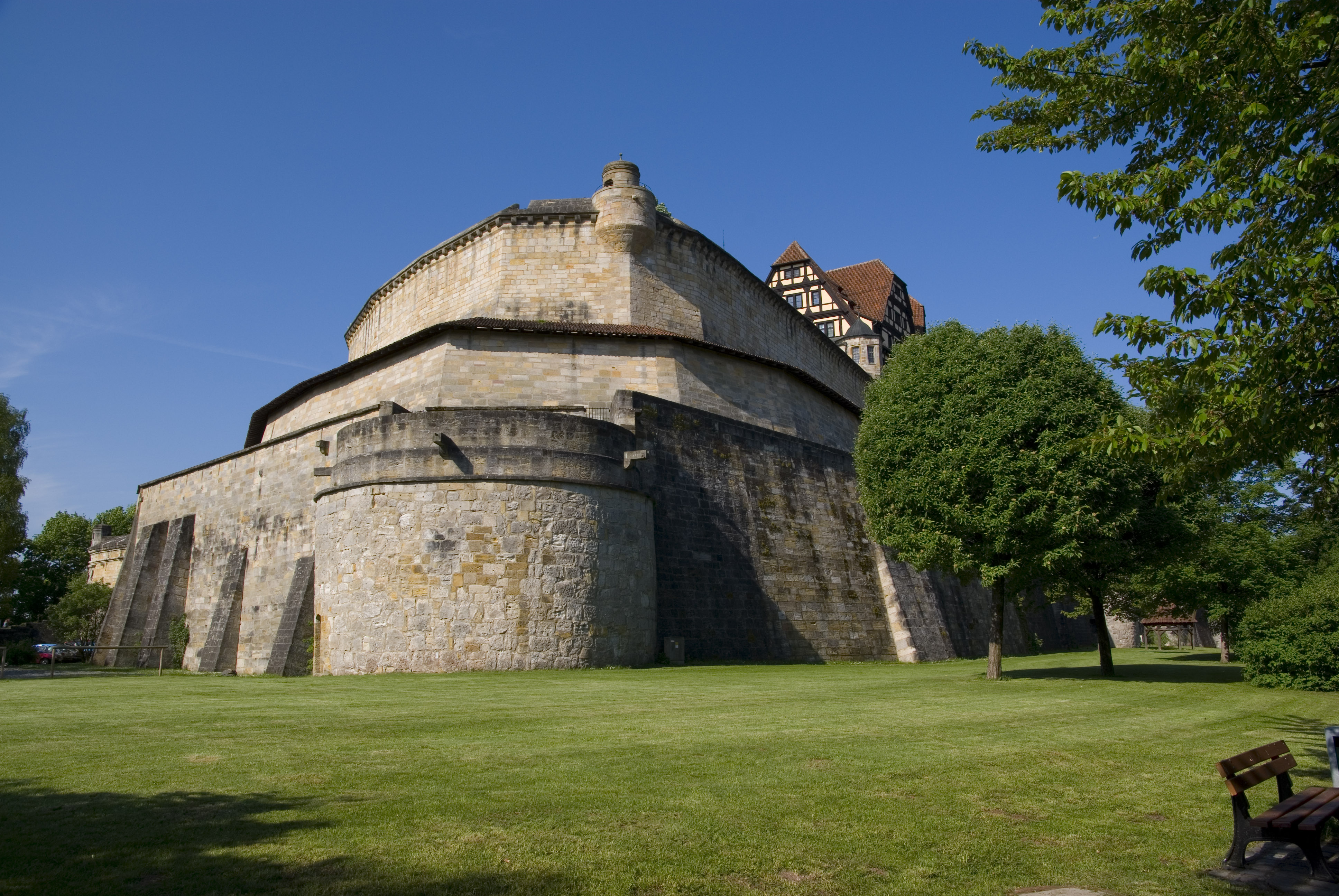
Tempête d'ânes et Hohe Bastei.

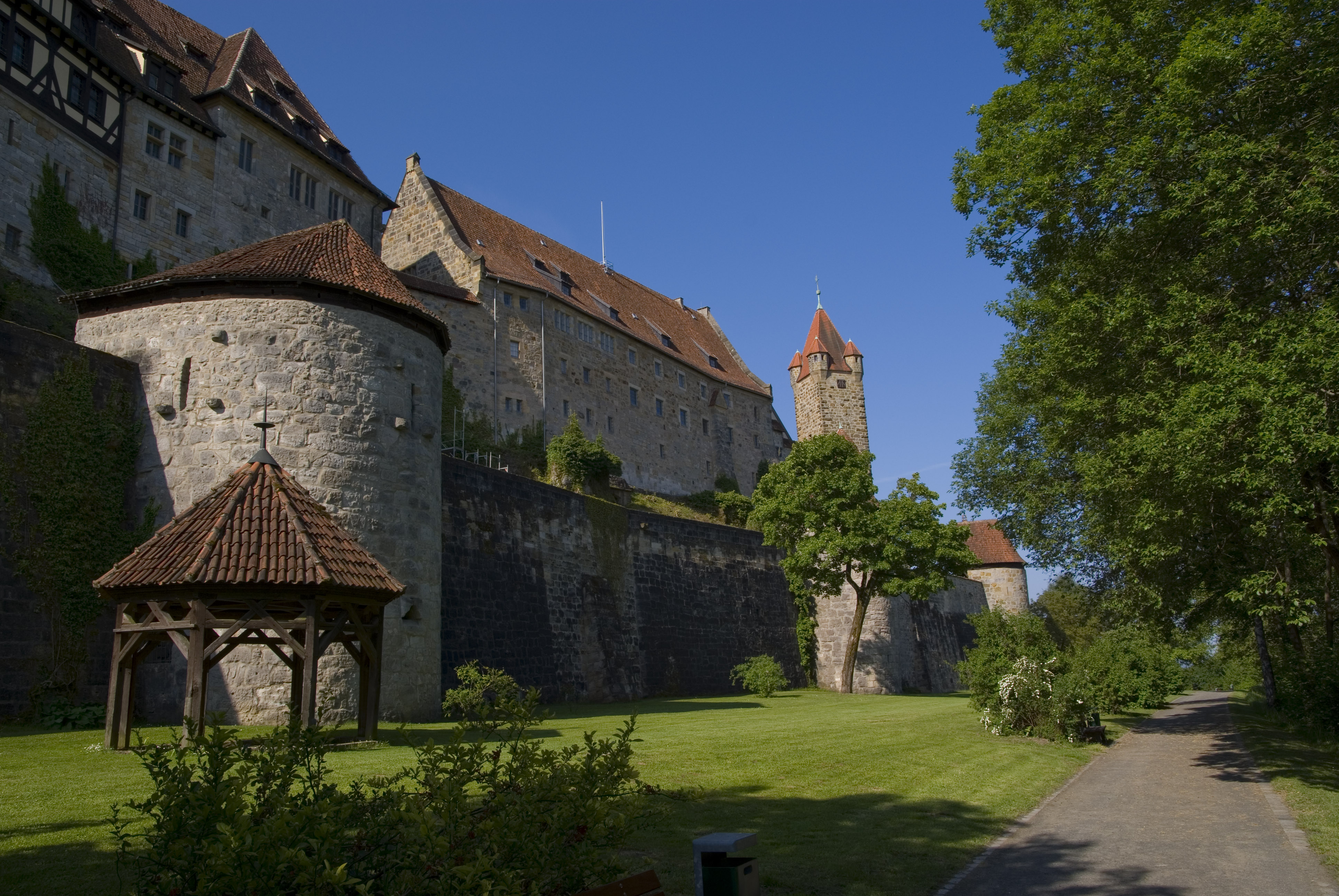
côté nord.

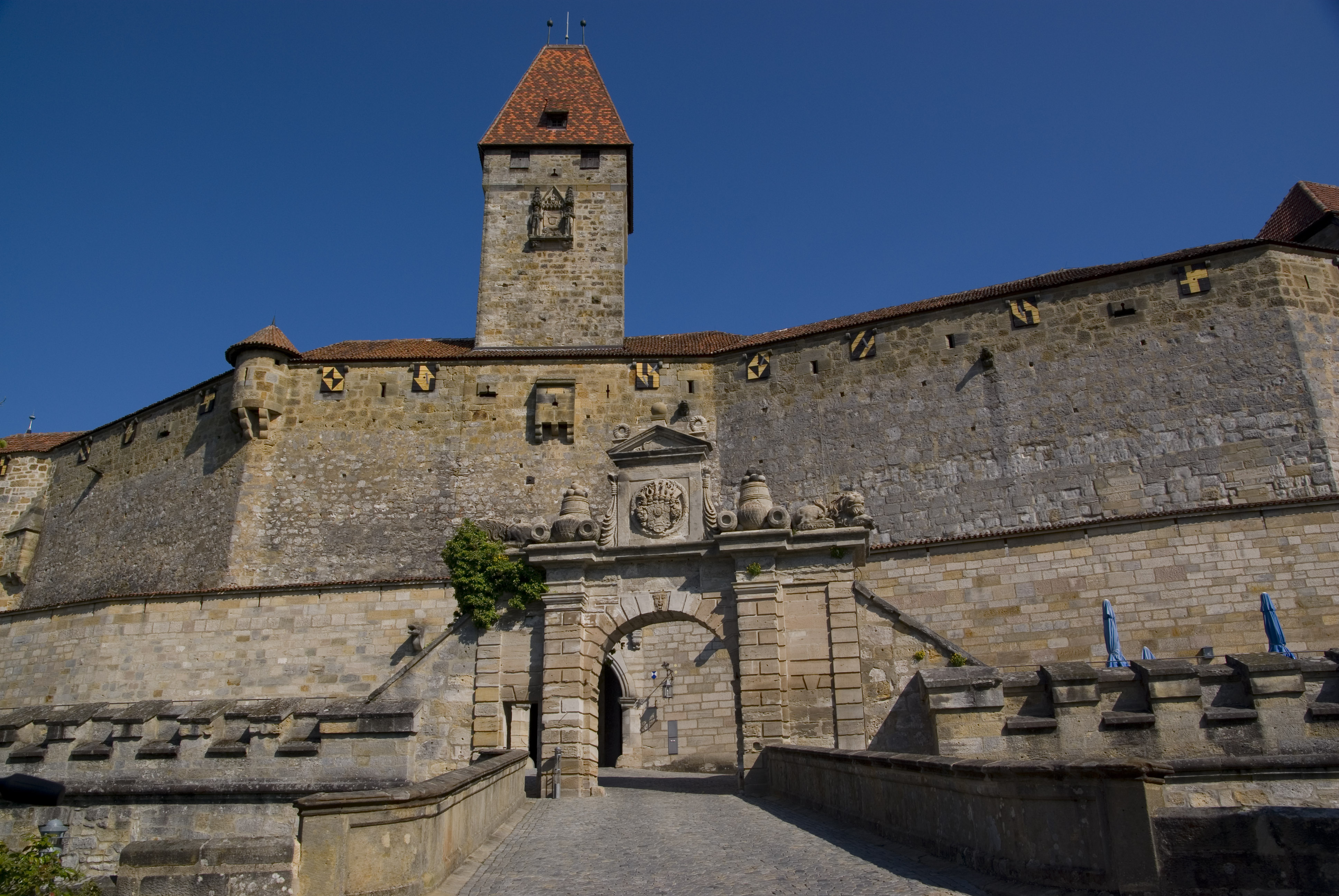
Entrée avec tour bulgare.

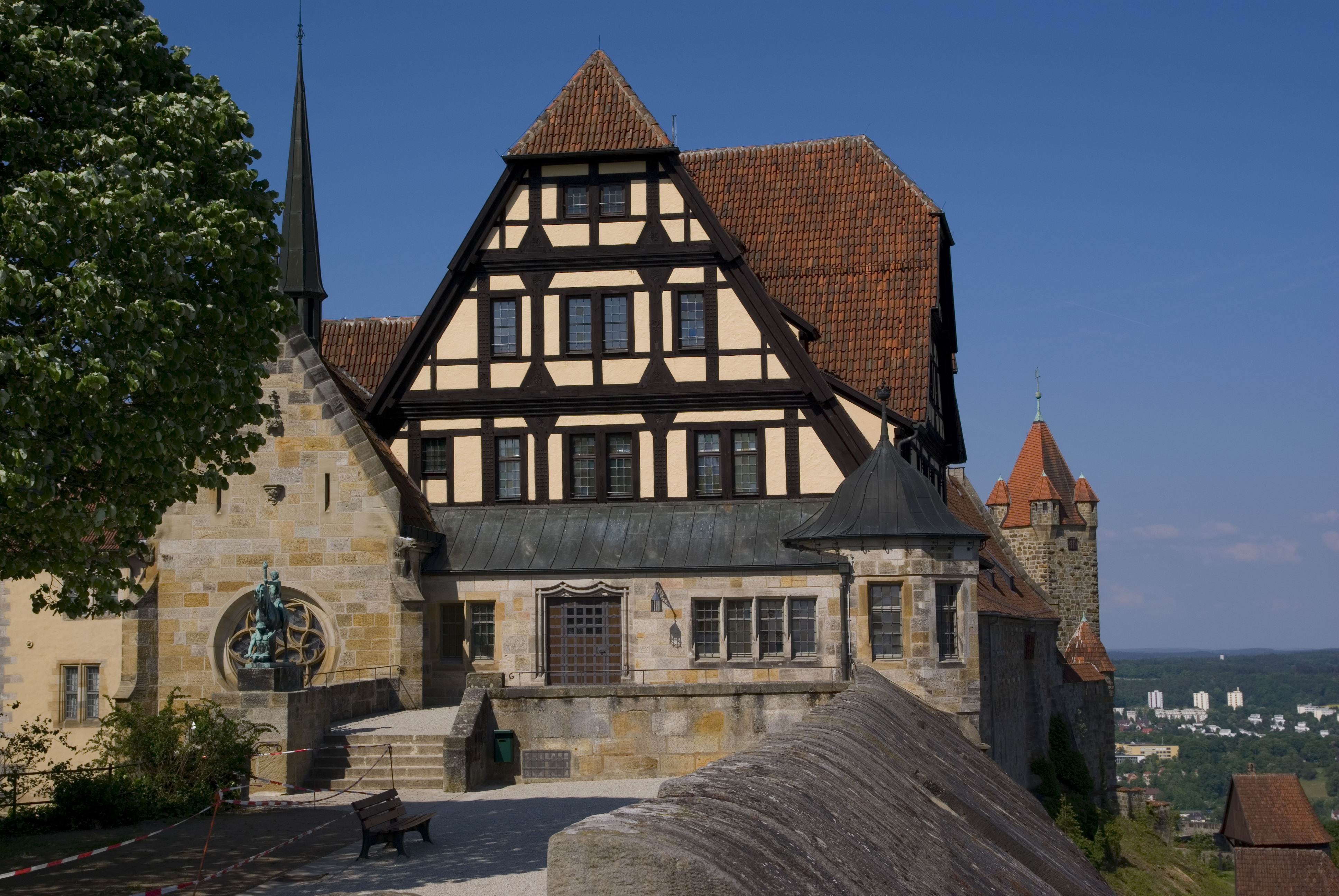
Chapelle Luther et édifice princier vu de la Bastei.

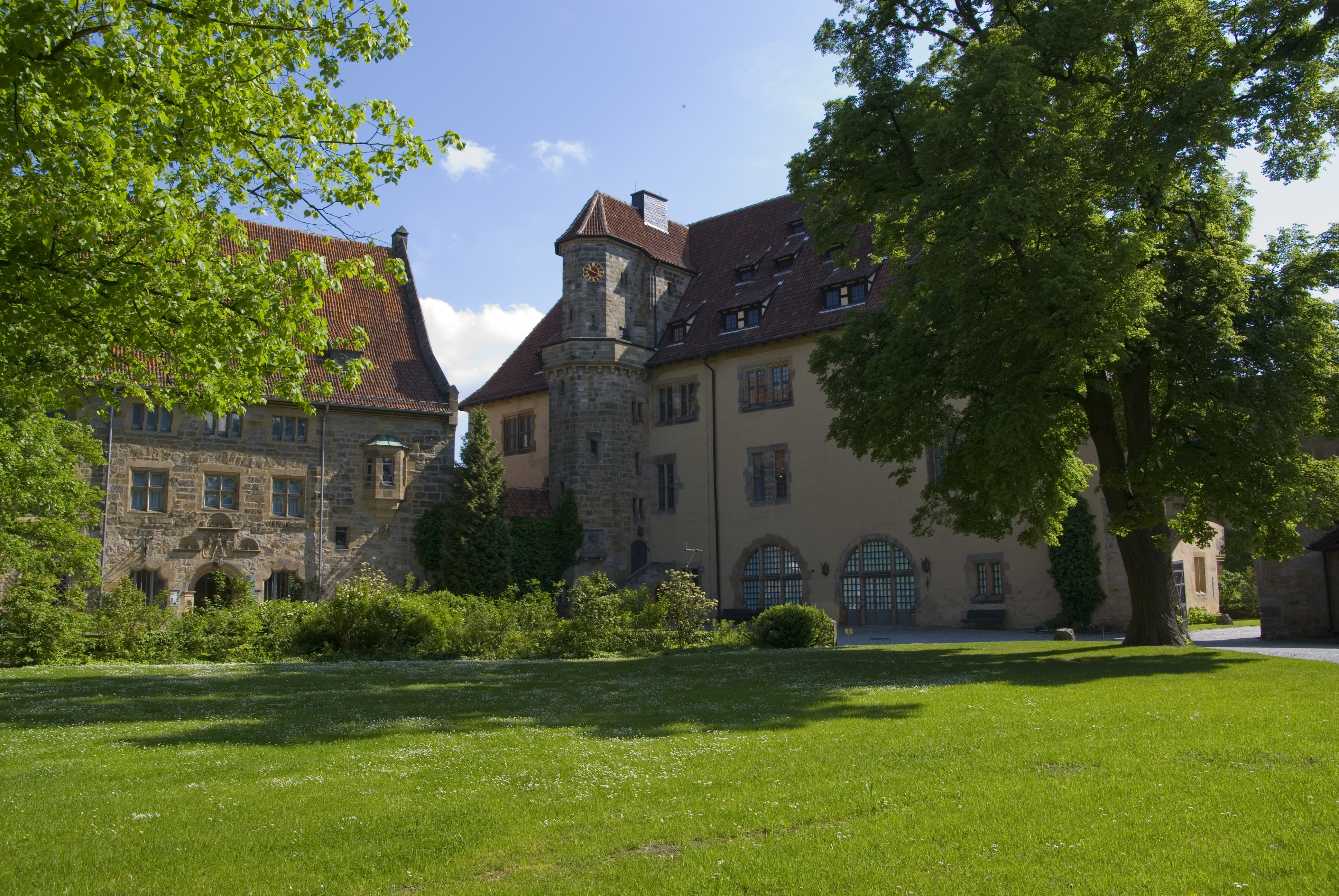
right Bâtiment Charles-Edouard et Kemenate en pierre.

La colline sur laquelle se dresse Veste Coburg était habitée dès le néolithique selon le résultat de fouilles. La première mention documentaire de « Cobourg » date de 1056, dans l'acte d'un don fait par Richezza de Lorraine. Richezza a donné de ses propriétés à Annon II, archevêque de Cologne, pour permettre la création de l'Abbaye bénédictine de Saalfeld en 1071. En 1075, l'existence d'une chapelle dédiée à saint Pierre et saint Paul est mentionnée sur le Coberg fortifié. Ce document fait également référence à un « Vogt » nommé Gerhart, ce qui implique que les biens locaux des bénédictins de Saalfeld étaient administrés depuis la colline:3.
Un document signé du pape Honorius II en 1206 fait référence à un « mons coburg », une colonie sur la colline. Au XIIIe siècle, la colline surplombait la ville et l'importante route commerciale  de Nuremberg à Leipzig via Erfurt. Un document daté de 1225 utilise pour la première fois le terme « sloss » (palais). À l'époque, la ville était contrôlée par le Duché de Méranie. Ils ont été suivis en 1248 par les comtes de la maison d'Henneberg (en) qui ont régné sur Cobourg jusqu'en 1353, à l'exception de la période de 1292 à 1312, lorsque la Maison d'Ascanie était en sa possession:3.
En 1353, Cobourg revient à Frédéric III de Thuringe de la maison de Wettin. Son successeur, Frédéric Ier de Saxe a reçu le statut d'électeur de Saxe en 1423. Ainsi, Cobourg - en dépit d'être en Franconie - était maintenant appelée de « Saxe », comme d'autres propriétés de la maison de Wettin. À la suite des guerres hussites les fortifications de la veste ont été agrandies en 1430:4.

### Jusqu'à la guerre de Trente Ans
En 1485, dans le traité la partition de Leipzig (de), Veste Coburg est attribuée à la branche Ernestine de la famille. Un an plus tard, l'électeur Frédéric III de Saxe et Jean Ier de Saxe ont repris le contrôle de Cobourg. Jean a utilisé la forteresse comme résidence à partir de 1499. En 1506/07, Lucas Cranach l'Ancien a vécu et travaillé dans la Forteresse. D'avril à octobre 1530, pendant la Diète d'Empire à Augsbourg, Martin Luther a cherché protection dans la forteresse, car il était alors victime d'une mise au ban impériale. Pendant son séjour à la forteresse, Luther a poursuivi son travail de traduction de la Bible de Luther. En 1547, Jean-Ernest de Saxe-Cobourg a déplacé la résidence de la famille ducale dans un endroit plus pratique et plus à la mode, le palais d'Ehrenburg dans le centre-ville de Cobourg. La veste ne servait désormais plus que de fortification:4–5,21,54 .
Lors d'un nouveau fractionnement de la ligne Ernestine, Cobourg devint le siège du « Herzogtum von Sachsen-Coburg », le duché de Saxe-Coburg. Le premier duc est Jean-Casimir de Saxe-Cobourg (1564-1633), qui modernise les fortifications. En 1632, la forteresse est assiégée sans succès par les forces impériales et bavaroises commandées par Albrecht von Wallenstein pendant sept jours durant la guerre de Trente Ans. Sa défense était commandée par Georg Christoph von Taupadel (de). Le 17 mars 1635, après un siège renouvelé d'une durée de cinq mois, la Veste est remise aux Impériaux sous Guillaume de Lamboy:4–5,22,54.

### DuXVIIeauXIXesiècle

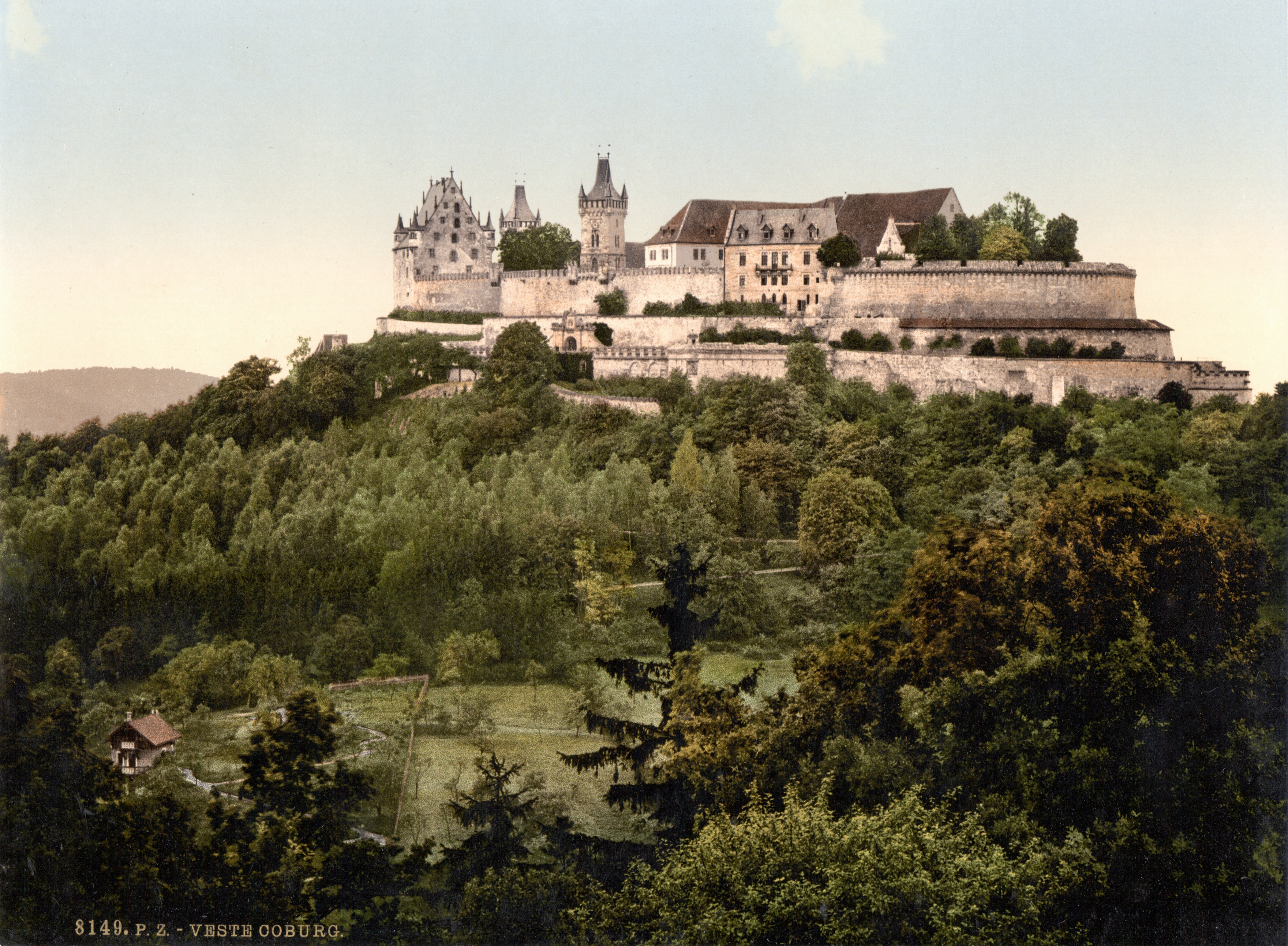
La forteresse à la fin du.

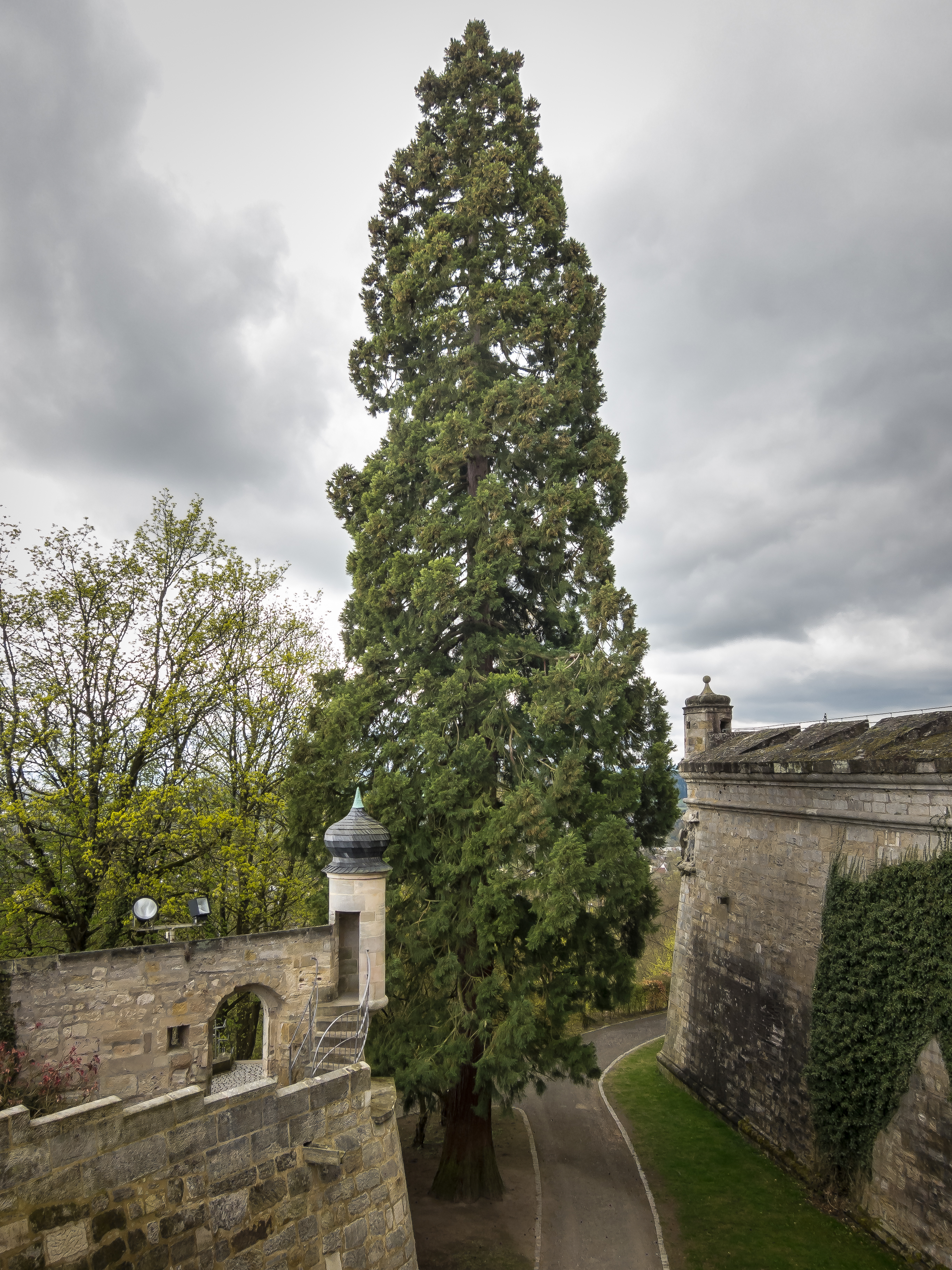
Séquoia (séquoiadendron giganteum) près du portail.

De 1638 à 1672, Cobourg et la forteresse faisaient partie du duché de Saxe-Altenbourg. En 1672, ils passent aux ducs de Saxe-Gotha et en 1735 il est rattaché au duché de Saxe-Saalfeld. Après l'introduction de la primogéniture par le du François-Josias de Saxe-Cobourg-Saalfeld (1697-1764), Cobourg passa par Ernst Frédéric (1724-1800) à François de Saxe-Cobourg-Saalfeld (1750-1806), collectionneur d'art renommé, et au duc Ernest Ier de Saxe-Cobourg et Gotha (1784-1844), qui a remodelé le château:6.
En 1826, le duché de Saxe-Cobourg et Gotha est créé et Ernest se fait maintenant appeler « Ernest I ». L'utilisation militaire de la forteresse avait cessé en 1700 et les fortifications extérieures avaient été démolies en 1803-1838. De 1838 à 1860, Ernest 1 qui est mort en 1844, et son fils le duc Ernest II (né 1818, mort, 1893) qui a régné de 1844 à 1893 a continué le travail commencé par son père de convertir la forteresse délabrée en une résidence néogothique. Grâce à une politique réussie de mariages politiques, la Maison de Saxe-Cobourg et Gotha a établi des liens avec plusieurs des principales dynasties européennes, y compris celle du Royaume-Uni:6,54.

### AuXXesiècle
La dynastie se termine avec le règne de Charles-Édouard de Saxe-Cobourg et Gotha (1884-1954), un petit-fils de la reine Victoria, qui jusqu'en 1919 était également le 2e duc d'Albany au Royaume-Uni . Sous son règne, d'importants travaux de rénovation du château ont été effectués de 1909 à 1923 sous la supervision de l'architecte Bodo Ebhardt. Ebhardt a fait supprimer les ajouts historisants du XIXe siècle1 et a fait restaurer le bâtiment princier, chapelle Luther, maison d'hôtes, la tour bulgare, bâtiment Charles-Édouard, le bâtiment de la duchesse, la taverne du château et la batterie d'artillerie couverte. Charles-Édouard a fait transformer le bâtiment à la fois pour une utilisation muséale et comme future résidence. Les travaux de construction ont officiellement commencé le 13 avril 1909 avec la restauration du bâtiment princier.
Avec les autres princes en exercice en Allemagne, Charles-Édouard a été destitué lors de la révolution de 1918-1919. Par le contrat du 7 juin 1919 entre Charles-Édouard et l'État libre de Cobourg, la Veste devient propriété de l'État et entre dans les propriétés domaniales. Charles-Édouard a obtenu le droit de séjour pour lui et ses enfants dans le bâtiment princier, y compris de jouir de la maison d'hôtes. Au début de 1924, les travaux de construction, qui avaient employé  en moyenne 100 personnes, étaient terminés ; en octobre 1922, Ebhardt avait chiffré le coût total à environ 6,9 millions de Mark. Les œuvres d'art collectées par la famille ont été transmises à la Coburger Landesstiftung, la fondation qui gère aujourd'hui le musée:6,54.

### Après 1945
Les 10 et 11  avril 1945, la Veste est bombardée par les troupes américaines, ce qui cause de graves dommages aux bâtiments en raison d'un incendie, en particulier dans le bâtiment de la duchesse  et le bâtiment des congrès. Les autres bâtiments sont  moins touchés. Après 1946, des travaux de rénovation ont été entrepris par le nouveau propriétaire, la Bayerische Schlösserverwaltung, l'administration bavaroise des palais, jardins et lacs appartenant à l'État:54. Dans les années 1950, le bâtiment ducal a été simplement restauré, en 1969 la reconstruction de la salle des congrès a été achevée et un musée a été installé dans le bâtiment. D'autres importants travaux de rénovation ont été achevés en 1987.

## Les collections

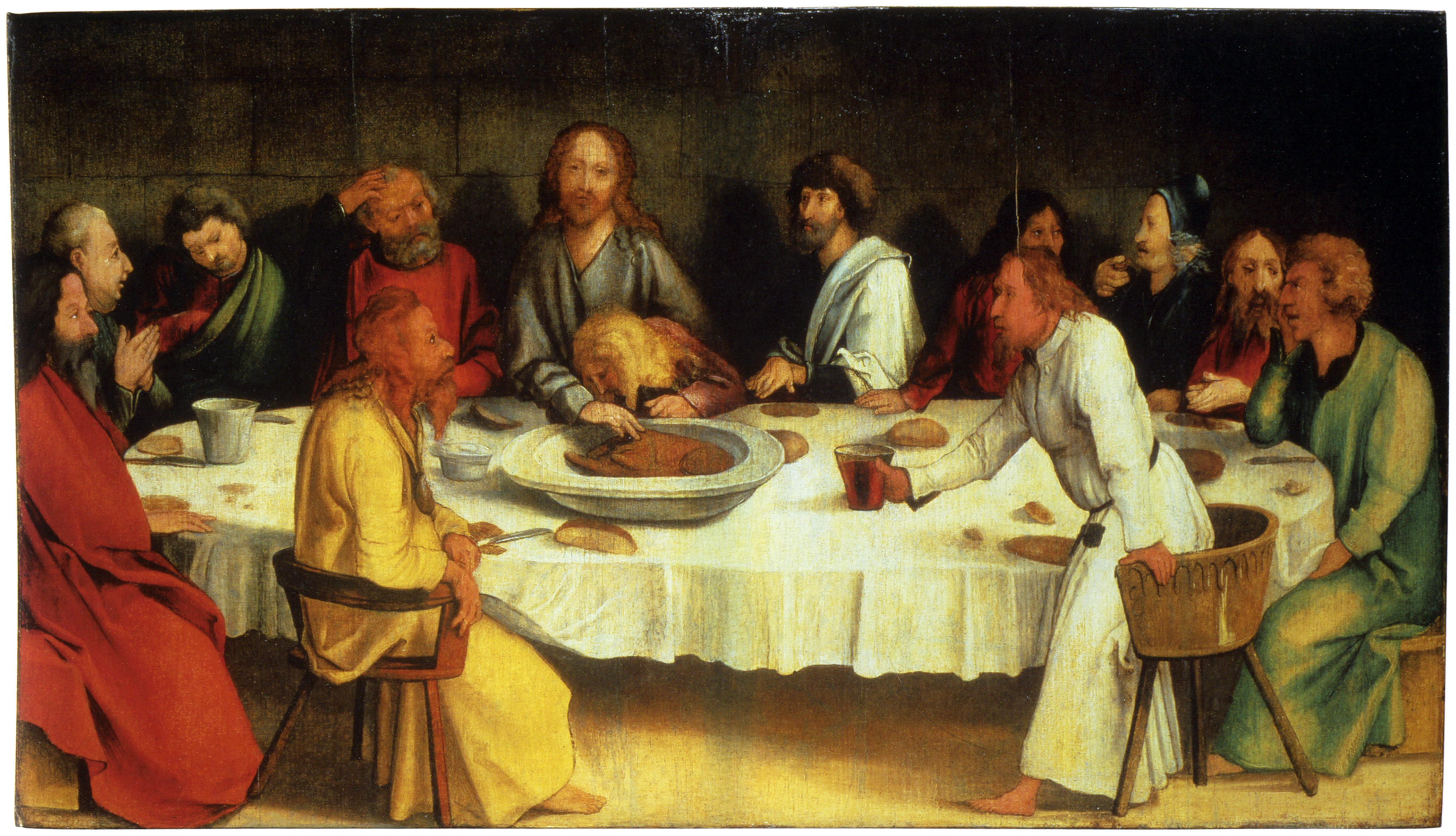
Matthias Grünewald, La Cène du Retable de Coburg, vers 1500

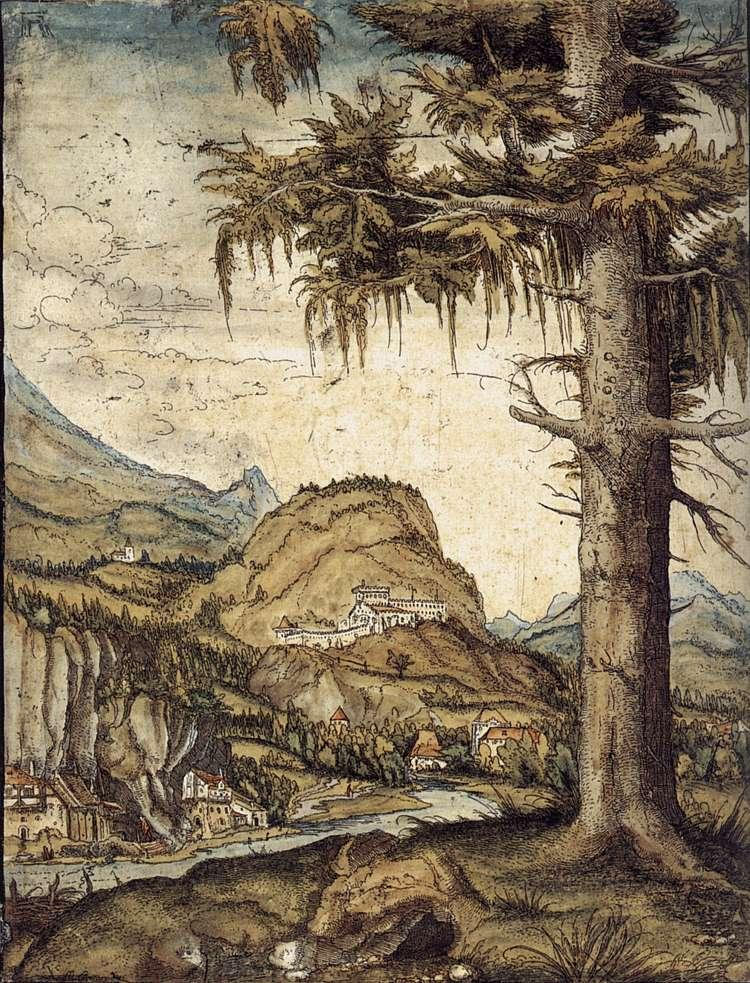
Albrecht Altdorfer, Grand Sapin, entre 1512 et 1522.

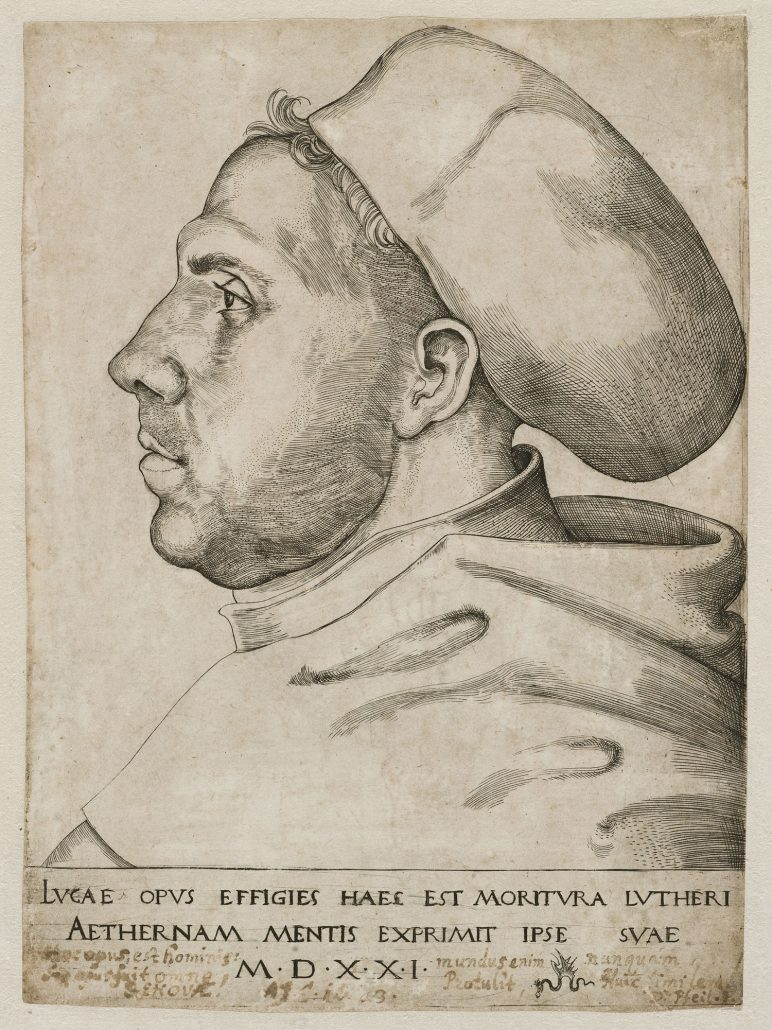
Martin Luther par Lucas Cranach l'Ancien

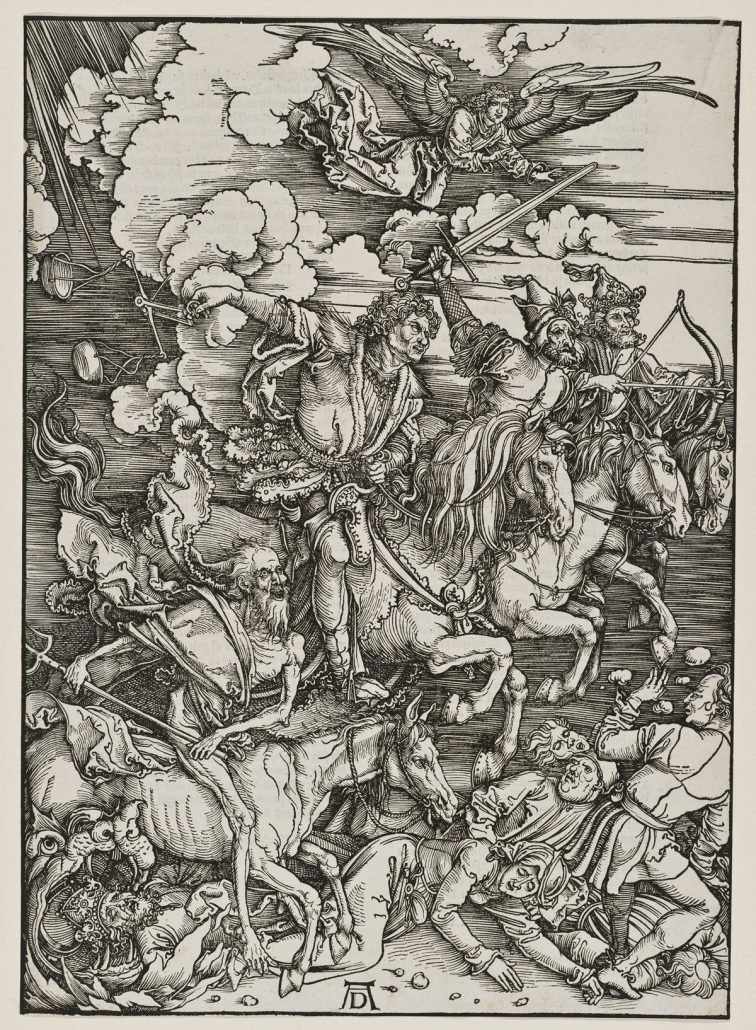
Albrecht Dürer Les Cavaliers de l'Apocalypse

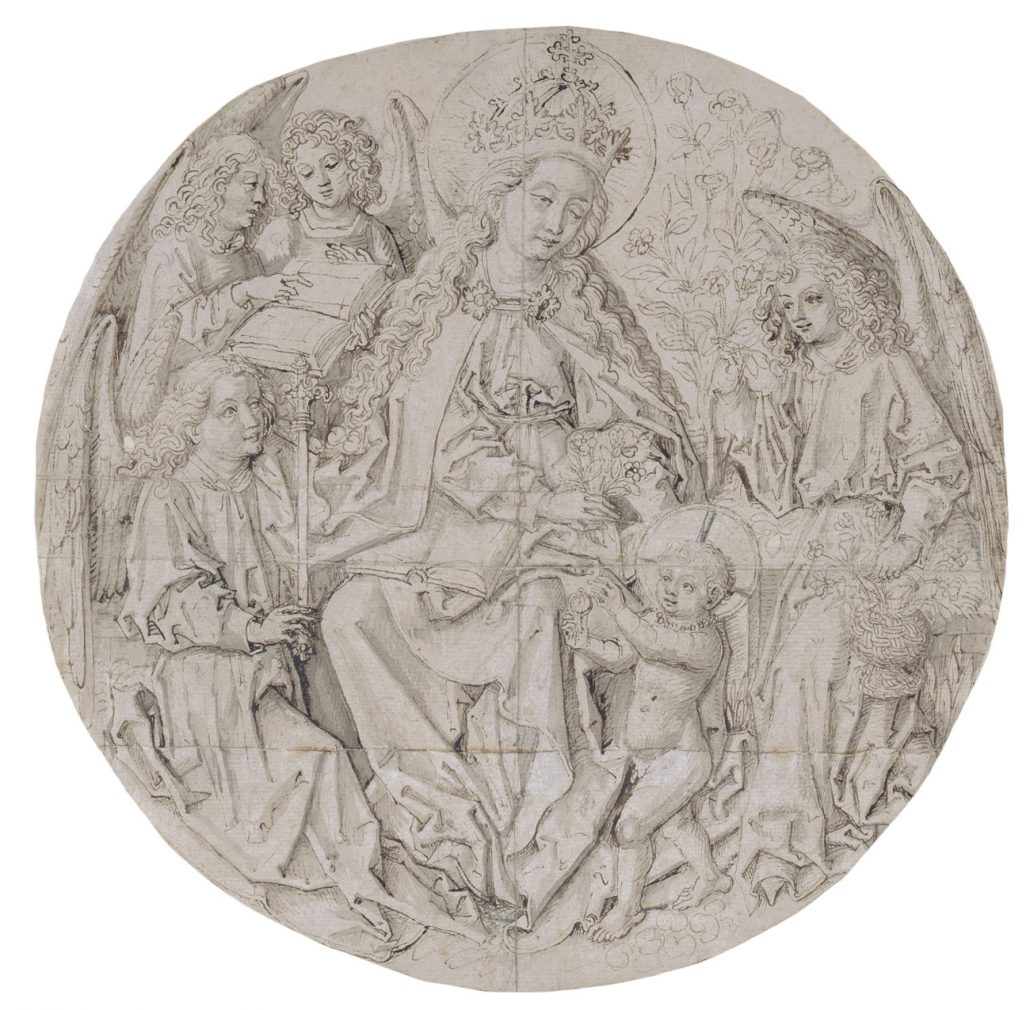
Maître des Ronds de Coburg, Madonna im Rosenhag

La Veste Coburg est ouverte au public et abrite aujourd'hui des musées, y compris une collection d'objets d'art et de peintures appartenant à la famille ducale de Saxe-Cobourg et Gotha, une grande collection d'armes et d'armures, des exemples typiques des premières calèches et traîneaux modernes, et d'importantes collections d'estampes, de dessins et de pièces de monnaie.
Les trésors artistiques des ducs de Cobourg, qui figurent parmi les collections d'art et d'histoire culturelle les plus importantes d'Allemagne, ont été transférés à la Fondation Coburger Landesstiftung (de), la fondation d'État de Cobourg.

### Peintures et sculptures
La collection de peintures comprend des œuvres de Lucas Cranach l'Ancien, qui a souvent séjourné souvent sur la Veste Coburg, et de Matthias Grünewald et Tilman Riemenschneider.

### Cabinet des estampes
Le Cabinet des estampes comprend une collection d'environ 330000 feuilles, avec ades quarelles, dessins et estampes de la fin du XVe siècle à nos jours, y compris des œuvres de Martin Schongauer, Albrecht Dürer, Cranach et Albrecht Altdorfer. Des collections spéciales contiennent des imprimés de la Réforme et de la Contre-Réforme ainsi que des collections de l'époque de Martin Luther et sur la vie de Luther.

### Verreries et numismatique
La collection de verres comprend environ 2700 verres précieux. Elle comprend notamment les verres vénitiens qui constituent l'une des plus vastes collections en dehors de Venise, des verres peints et taillés des périodes baroque et rococo et les verres du XIXe siècle, Art nouveau et Art déco .
Le cabinet des monnaie contient environ 20 000 objets.

### Armure et armes
La collection comprend des armes de chasse des ducs de Coburg, les objets des armureries de la ville et la collection dite du « butin des Turcs » du prince Frédéric Josias. Les pièces les plus anciennes sont des boucliers gothiques en bois. La collection Rohmann se compose principalement d'armes venant de Graz. Les arquebuses, les harnais de campagne et les fusils lourds datent de la guerre de Trente Ans. Il y a aussi un canon appelé "Emma" avec 49 tubes à canon.

### Voiture d’apparat et traîneaux de tournoi
Une remarquable collection de voitures d'apparat et de traîneaux de tournois est exposée dans le bâtiment de la duchesse, y compris deux voitures de mariage dorées richement décorées de la Renaissance .

## Séjour de Martin Luther

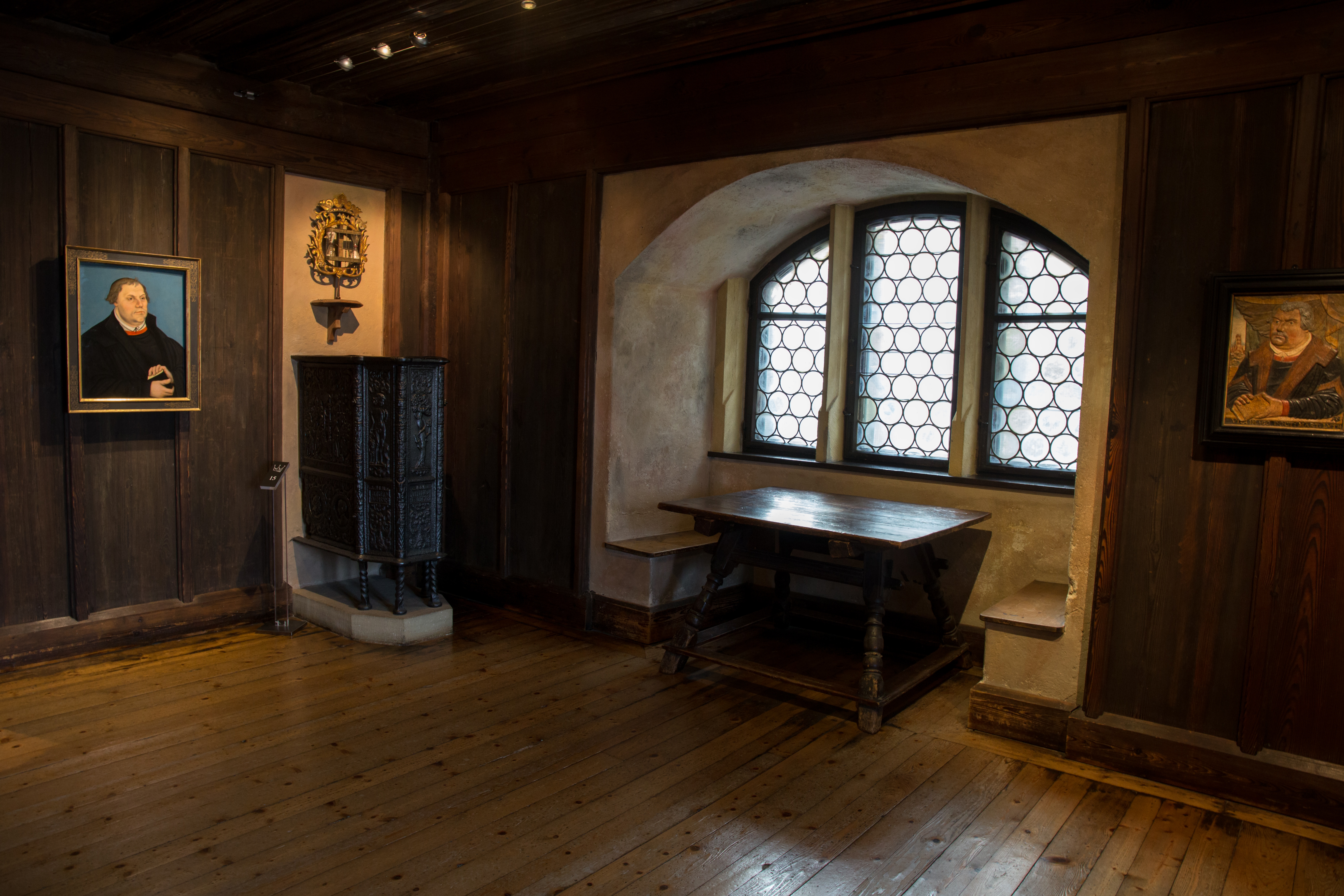
Lutherzimmer

Le 15 avril 1530 Martin Luther arrive à Cobourg. Avec les théologiens Philippe Mélanchthon et Justus Jonas, il a accompagné l'électeur Jean le Constant sur le chemin d'Augsbourg. Comme le réformateur était sous mis au ban de l'église et de l'empire, il devait rester en sûreté dans la Coburg ne pouvait pas participer à la Diète d'Empire à Augsbourg. Il a vécu et travaillé du 24 avril 1530  au octobre 1530, à la Veste, avec son secrétaire Veit Dietrich et son neveu Cyriacus Kaufmann, fils de sa sœur. Un bureau et une chambre étaient à sa disposition. Luther était en contact étroit avec ses amis d'Augsbourg par lettre. Il a écrit 16 sermons, traduit des livres de l'Ancien Testament, les fables d'Ésope et écrit environ 120 lettres.